# Molophilus heterocerus
Molophilus heterocerus är en tvåvingeart som beskrevs av William George Dietz 1921. Molophilus heterocerus ingår i släktet Molophilus och familjen småharkrankar. Inga underarter finns listade i Catalogue of Life.